# Plantago anatolica
Plantago anatolica är en grobladsväxtart som beskrevs av Tutel och R. Mill. Plantago anatolica ingår i släktet kämpar, och familjen grobladsväxter. Inga underarter finns listade i Catalogue of Life.